# Ribon
《Ribon》（日语：りぼん）是日本集英社發行的月刊少女漫畫雜誌。1955年8月3日創刊；2015年8月創刊60週年。
《Ribon》和講談社的《Nakayoshi》和小學館的《Ciao》並列為日本三大少女漫畫雜誌。漫畫的內容在三大少女漫畫雜誌中最接近成人化。相對於《Ciao》，讀者的平均年齡較高。

## 發行
《Ribon》讀者對象以小學中年級至中學的女生為主，近年來更偏向於小學高年級至中學的讀者群。
1980年代後半至1990年代中期，《Ribon》曾經創下少女漫畫雜誌歷史上最高的發行量記錄（250萬冊），當時有櫻桃子的連載《櫻桃小丸子》造成爆紅。1994年以後發行數量逐漸減少。
自從2000年時將矢澤愛等實力派漫畫家從《Ribon》分出成《Cookie》，造成讀者群的分裂，雜誌銷售量再度下降，使得《Ciao》躍升成為第一大少女漫畫雜誌，讀者轉而只去買單行本，但其發行的單行本仍屬《Ribon Mascot Comic》系列。
2006年《Ribon》發行量只有40萬冊，大約是顛峰期的1/6；2008年發行量剩下376,666冊，為三大少女漫畫雜誌的最後一名。

## 授權
《Ribon》在台灣正式授權的雜誌是尖端出版的《夢夢少女漫畫月刊》。

## 雜誌種類
- 一般：每月3日出刊，每月一本，內容為連載的作品。
- 增刊號：偶數月出1次

## 目前連載的作品
2025年1月3日（2025年1月號）連載中的作品。
| 作品名稱                 | 作者（作畫）     | 原作 | 起載號      | 備註 |
| ------------------------ | ---------------- | ---- | ----------- | ---- |
| HIGH SCORE               | 津山ちなみ       | —    | 1995年4月号 |      |
| 動物小町                 | 前川涼           | —    | 2001年1月号 |      |
| 絶叫学級 転生            | 石川惠美         | —    | 2015年7月号 |      |
| 青春特調蜂蜜檸檬蘇打     | 村田真優         | —    | 2016年2月号 |      |
| 恋せよキノコ             | 青井真央         | —    | 2017年5月号 |      |
| ほわころくらぶ in りぼん | えちがわのりゆき | —    | 2018年6月号 |      |

### 隔月連載
| 作品名稱       | 作者（作畫） | 原作 | 起載號      | 備註 |
| -------------- | ------------ | ---- | ----------- | ---- |
| ニャーおっさん | 近藤亞希     | —    | 2015年1月号 |      |

### 不定期連載
| 作品名稱   | 作者（作畫）         | 原作   | 起載號       | 備註 |
| ---------- | -------------------- | ------ | ------------ | ---- |
| 櫻桃小丸子 | さくらプロダクション | 櫻桃子 | 2019年11月号 |      |

## 過去主要連載作品
- （種村有菜）
- （半澤香織）
- 勝利的惡魔（槙陽子）
- （小櫻池夏海）
- （福米友美）
- （真城雛）
- 愛你寶貝★★（槙陽子）
- 浪漫時鐘（槙陽子）
- 戀愛天（谷川史子）
- 小紅帽恰恰（彩花珉）
- 彩蝶100%（武內梢）
- （第1部）（山岸子）
- 戀愛小魔女（吉住涉）
- 神風怪盗貞德（種村有菜）
- 辣妹當家（藤井三穗南）
- 魔法糖果（原田妙子）
- （萩岩睦美）
- Good Morning Call（高須賀由枝）
- （片桐澪）
- 呱呱響叮噹（藤田鮪）
- 近所物語（矢澤愛）
- 小孩子的玩具（小花美穗）
- （小椋冬美）
- 黑色星期五？（榎本千鶴）
- 櫻姬華傳（種村有菜）
- 砂之城（一条由香莉）
- 聖龍小公主（松本夏實）
- 生物彗星WoO（加加見繪里）
- （小田空）
- （香村陽子）
- （藤原友佳）
- 櫻桃小丸子（櫻桃子）
- 啾♥啾♥啾（中島椿）
- （本田惠子）
- 飛天小女警Z（込由野志穗）
- 心跳今夜（池野恋）
- 守護天使莉莉佳（秋元康、池野戀）
- （弓月光）
- （松乃美佳）
- 貓・貓・幻想曲（高田繪美）
- PARTNER（小花美穗）
- （太刀掛秀子）
- （水野英子）
- （赤塚不二夫）
- 百變小姬子（水澤惠）
- 百變小姬子 彩色（込由野志穗）
- （高橋由佳利）
- 尋找滿月（種村有菜）
- 娃娃★愛你（椎名愛弓）
- 前進保育園（樫之木小香）
- 星之瞳的剪影（柊青）
- （佐藤真樹）
- （牧美也子）
- 戀愛無敵!（倉橋繪里花）
- 魔法使莎莉（橫山光輝）
- 橘子醬男孩（吉住涉）
- 真由美まゆみ!（田邊真由美）
- 真夜中的Kiss（持田秋）
- （山本優子）
- 水之館（小花美穗）
- 心之谷（柊青）
- （北澤薰）
- 愛的木莓寮（春田菜菜）
- 仙人掌的秘密（春田菜菜）
- 甜心汪汪（亞月亮）
- 紳士同盟（種村有菜）
- 青空Pop（小櫻池夏海）
- 巧克力波斯菊（春田菜菜）
- 搖滾天堂（酒井真由）
- 絕對覺醒天使（種村有菜）
- LoveCotton株式會社（樫之木小香）
- MOMO （ 酒井真由 ）
- 夢色蛋糕師（松本夏實）
- 薔薇♥戀愛預感（小櫻池夏海）
- 狼少年的誘惑（優木那智）
- 蜜糖女孩＊大作戰（酒井真由）
- 小雞之戀（雪丸萌）
- 星塵★眨眼（春田菜菜）
- 青春贊歌哈利路亞 (藤原友佳)
- 月夜の王冠 (藤原友佳)
- 人家怎麼可能不在意貓田。（猫田のことが気になって仕方ない。）（大詩理惠）
- （酒井真由）

## 外部連結
- りぼんわくわくステーション （页面存档备份，存于） - 公式サイト
- 集英社小史 （页面存档备份，存于）
- 『りぼん』『なかよし』が生まれた時代 （页面存档备份，存于） - まぼろしチャンネル

SNS
- りぼん編集部的X（前Twitter）
- りぼん編集部的Instagram帳戶

動画
- YouTube上的りぼんチャンネル頻道

1. ↑  "RIBBON"中多了一個B為誤記。
2. ↑  . コミックナタリー. 株式会社ナターシャ. 2019-10-03  [2021-04-12]. （原始内容存档于2021-04-12）.